# Kiseljova ulica
Șoseaua Kiseleff ili Kiseljova, Kiseleffova ulica je glavna gradska prometnica i ulica u Bukureštu, glavnom gradu Rumunjske. Nastavlja se na Aveniju pobjede, najstariju bukureštansku ulicu. Za vrijeme komunističkog režima nosila je naziv Bulevar kralja Mihaela.
Izgrađena je 1832. godine, na zahtjev ruskog vojskovođe i revolucionara Pavela Kiseljova (Kiseleffova), tada zapovjednika ruskih okupatorskih snaga u Vlaškoj i Moldaviji. Naziv Kiseleffova ulica dolazi od francuske transliteracije prezimena Kiseljov, a Șoseaua na rumunjskom jeziku označava ulicu, cestu. Bila je mjesto održavanja brojnih vojnih povorki, svečanosti i proslava nakon oba svjetska rata i Rumunjske revolucije 1989., kada je odigrala važnu ulogu u stjecanju neovisnosti Rumunjske.
Kiseljova ulica je, uz Trg pobjede, mjesto održavanja brojnih glazbenih festivala, kulturnih i zabavnih događanja, ali i prosvjeda i političkih skupova. Duž ulice pružaju se brojne muzejske ustanove (Muzej geologije, Seoski muzej Dimitrie Gusti i Muzej rumunjskih seljaka), parkovi (Herăstrău), povijesne građevine (Elizabetina palača, rezidencija rumunjske kraljevne) i Slavoluk pobjede, koji spaja krajnje točke pružanja ceste. U Kiseljovoj ulici nalaze se veleposlanstva Bjelorusije, Perua, Kanade i Rusije te sjedište američkog veleposlanika.